# 卡森帕
13°27′18″S 25°50′06″E / 13.45500°S 25.83500°E
卡森帕（英語：Kasempa），是贊比亞的城鎮，位於該國西北部，由西北省負責管轄，是卡森帕縣的首府，處於卡富埃國家公園附近，海拔高度1,140米，2010年人口11,700。